# Suvereto
Suvereto é uma comuna italiana da região da Toscana, província de Livorno, com cerca de 2.897 habitantes. Estende-se por uma área de 92 km², tendo uma densidade populacional de 31 hab/km². Faz fronteira com Campiglia Marittima, Castagneto Carducci, Follonica (GR), Massa Marittima (GR), Monterotondo Marittimo (GR), Monteverdi Marittimo (PI), Piombino, San Vincenzo, Sassetta.
Pertence à rede das Aldeias mais bonitas de Itália e à rede das Cidades Cittaslow.